# Zou Jingyuan
Zou Jingyuan (né en 1998 à Yibin) est un gymnaste artistique chinois.

## Carrière
Il remporte le titre de champion du monde aux barres parallèles en 2017 à Montréal et en 2018 à Doha. Il est également champion du monde par équipes en 2018 à Doha.

## Palmarès

### Jeux olympiques
- Tokyo 2020
  -  médaille d'or aux barres parallèles
  -  médaille de bronze au concours par équipes

- Paris 2024
  -  médaille d'or aux barres parallèles
  -  médaille d'argent au concours général par équipe
  -  médaille d'argent aux anneaux

### Championnats du monde
- Montréal 2017
  -  médaille d'or aux barres parallèles

- Doha 2018
  -  médaille d'or aux barres parallèles
  -  médaille d'or au concours par équipes

- Stuttgart 2019
  -  médaille d'argent au concours par équipes

- Liverpool 2022
  -  médaille d'or aux barres parallèles
  -  médaille d'or au concours par équipes
  -  médaille d'argent aux anneaux

### Championnats d'Asie
- Bangkok 2017
  -  médaille d'or aux barres parallèles
  -  médaille d'or aux anneaux
  -  médaille d'or au cheval d'arçons
  -  médaille d'or au concours par équipes

### Jeux asiatiques
- Jakarta 2018
  -  médaille d'or aux barres parallèles
  -  médaille d'or au concours par équipes
  -  médaille d'argent au cheval d'arçons